# Statuia „Avânt” din Suceava

Statuia „Avânt” din Suceava

Statuia „Avânt” din Suceava este un monument din bronz realizat de către sculptorii Ernest Kaznovsky și Elena Marinescu-Kaznovsky și dezvelit în anul 1967 în municipiul Suceava. Statuia este amplasată în curtea Colegiului Național „Petru Rareș”, pe strada Mihai Viteazul nr. 24, în centrul orașului.

## Istoric și descriere
Statuia a fost realizată de către sculptorii Ernest Kaznovsky și Elena Marinescu-Kaznovsky și amplasată în anul 1967 în curtea Liceului „Petru Rareș”. Monumentul înfățișează o tânără femeie, sprijinită pe gamba piciorului drept, celălalt picior fiind întins în continuarea corpului ei, pe o direcție oblică. Brațele femeii sunt împreunate peste cap la spate.
Monumentul este o reprezentare alegorică în stil modern a aspirației spre desăvârșire. Are 1,90 metri înălțime, 2,50 metri lungime și 0,55 metri lățime.
Statuia se află pe un soclu din beton placat cu piatră, cu înălțimea de 1,17 metri, lungimea de 3,54 metri și lățimea de 0,75 metri. Pe soclu nu se află nicio inscripție.

## Imagini

Statuia „Avânt”
Statuia „Avânt” și Colegiul Național „Petru Rareș”